# Arturo Jarrín
Ricardo Arturo Jarrín Jarrín (Quito, Ecuador, 1957 - ibidem, 26 de octubre de 1986), fue un sociólogo, político y líder de la organización Alfaro Vive Carajo (AVC), habiendo sido detenido y bajo resguardo policial fue sometido a torturas por dichos agentes las que culminaron  con su deceso.

## Biografía
Como presidente de la escuela de sociología viajó a Nicaragua a conocer y apoyar la revolución que se había suscitado en ese país, entre sus viajes conoció a Jaime Batteman, líder de la guerrilla colombiana M19, en febrero del 1983 formó el Frente Revolucionario del Pueblo Eloy Alfaro.
En agosto de ese mismo año sustrajeron las espadas del general Eloy Alfaro y de Pedro José Montero del Museo Municipal de Guayaquil, desde entonces la prensa dio a conocerlos como movimiento subversivo, el 2 de septiembre Arturo Jarrín Jarrín en rueda de prensa confirmó la existencia del movimiento político-militar. Algunos días después Jarrín y una veintena de miembros Alfarista viajaron a Libia a recibir intensivo entrenamiento militar.
Protagonizó eventos como el asalto al Banco del Pacífico y las bodegas del policía nacional, en 1986 se llegó a ofrecer cinco millones de sucres (moneda nacional del Ecuador y una relativa muy alta y jugosa suma de dinero para la época en aquel entonces) por quien de información sobre el paradero de Arturo Jarrín. Para ese entonces el presidente de la época León Febres Cordero junto a Jaime Nebot (futuro alcalde de Guayaquil pero gobernador del Guayas en aquel entonces) crearon los Escuadrones Volantes (apodados por la gente 'Escuadrones de la muerte'), un brazo élite de la Policía Nacional creado con el propósito de combatir la delincuencia pero la razón de su creación fue para combatir (y abatir si fuese necesario) al grupo guerrillero y subversivo y también declarado como grupo y organización terrorista para el gobierno '¡Alfaro Vive Carajo!', organización de la cual Arturo Jarrín era el máximo comandante. Con documentación falsa huyó a Panamá donde fue detenido y entregado a autoridades ecuatorianas, quienes lo torturaron y asesinaron.

## Monumento
En octubre del 2014 fue colocado un monumento de Arturo Jarrin en una plazoleta de la Universidad de Guayaquil. Junto con una placa con los nombres de treinta y cinco miembros de la agrupación AVC.

## Caso Arturo Jarrín
En septiembre de 2016 se inició una acusación particular por la muerte del exdirigente de AVC en el Consejo Nacional de la Judicatura.
La fiscalía acusó a trece personas, entre ellas a un exdictador de Panamá, en diciembre dictó orden de prisión preventiva a tres procesados.